# Promachus rueppelli
Promachus rueppelli är en tvåvingeart som beskrevs av Friedrich Hermann Loew 1854. Promachus rueppelli ingår i släktet Promachus och familjen rovflugor.
Artens utbredningsområde är Eritrea. Inga underarter finns listade i Catalogue of Life.